# Макс фон Лауе
Макс фон Ла́уе (нім. Max Theodor Felix von Laue; 9 жовтня 1879 — 24 квітня 1960) — німецький фізик, який здобув Нобелівську премію з фізики в 1914 році за відкриття дифракції рентгенівських променів на кристалах. На додаток до своїх наукових зусиль з внеску в оптику, кристалографію, квантову теорію, надпровідність та теорію відносності, він мав ряд адміністративних посад, які розвивали та керували німецькими науковими дослідженнями та розробками протягом чотирьох десятиліть. Він був сильним противником нацизму, він грав важливу роль у відновленні та організації німецької науки після Другої світової війни.

## Біографія

### Ранні роки
Лауе народився в Пфафендорфі, нині частина Кобленца, Німеччина, у Хуліуса Лауе та Мінна Церреннер. 1898 року, пройшовши Абітур у Страсбурзі, він розпочав свій обов'язковий рік військової служби, після чого в 1899 році він почав вивчати математику, фізику та хімію в Страсбурзькому університеті, Геттінгенському університеті та Університеті Людвіга Максиміліана (ЛМУ). У Геттінгені на нього сильно вплинули фізики Волдемар Войгт і Макс Авраам та математик Девід Гільберт. Пройшовши лише один семестр у Мюнхені, він пішов до Берлінського університету імені Фрідріха-Вільгельмса в 1902 році. Там він навчався у Макса Планка, який народив революцію квантової теорії 14 грудня 1900 року, коли він випустив свою відому працю перед Deutsche Physikalische Gesellschaft. У Берліні Лауе відвідував лекції Отто Люммера про теплове випромінювання та інтерференційну спектроскопію, вплив яких можна побачити в дисертації Лауе на явища інтерференції в плоскопаралельних плитах, за які він отримав докторський ступінь у 1903 р. Після цього Лауе провів 1903 по 1905 рік у Геттінгені. Лауе закінчив свою габілітацію в 1906 р. Під Арнольдом Соммерфельдом в ЛМУ.

### Кар'єра
У 1906 році Лауе став приват-доцентом у Берліні і помічником Планка. Він також вперше зустрів Альберта Ейнштейна; вони стали друзями, і Лауе продовжував сприяти прийняттю та розвитку теорії відносності Ейнштейна. Лауе продовжував працювати помічником Планка до 1909 р. У Берліні він працював над застосуванням ентропії до радіаційних полів і над термодинамічним значенням когерентності світлових хвиль.
З 1909 по 1912 рр. Лауе був приват-доцентом в Інституті теоретичної фізики при Арнольді Соммерфельді при ЛМУ. Під час різдвяних свят у 1911 році та в січні 1912 року Пол Пітер Евальд закінчував написання докторської дисертації під Соммерфельдом. Саме на прогулянці «Енглішер Гартен» у Мюнхені в січні Евалд розповів Лау про свою тему дисертації. Довжини хвиль, що стосуються Евальда, були у видимій області спектру і, отже, набагато більше, ніж відстань між резонаторами в кристалічній моделі Евальда. Лоу здався розгубленим і хотів знати, який буде ефект, якщо врахувати набагато менші довжини хвиль. У червні Соммерфельд повідомив Physikalische Gesellschaft Göttingen про успішну дифракцію рентгенівських променів Лауе, Пола Ноппінга та Вальтера Фрідріха в ЛМУ, за що Лауе отримав Нобелівську премію з фізики в 1914 році. Перебуваючи в Мюнхені, він написав перший том своєї книги про відносність за період 1910—1911 рр.
У 1912 році Лауе був призваний до Цюрихського університету як екстраординарний професор фізики. 1913 року його батька підняли до лав спадкової знаті; Тоді Лау став «Макс фон Лауе». У 1914 р. В Берлінському університеті була створена нова кафедра теоретичної фізики. Лоу запропонували позицію, але її відхилили, і тоді її запропонували Максу Борну. Але Борн був в армії до закінчення І світової війни, і до того, як обійняв крісло, Лауе передумав і прийняв посаду.

#### Макс фон Лауе 1914 рік
З 1914 по 1919 рік Лауе перебував у Франкфуртському університеті як професор теоретичної фізики. З 1916 р. Він займався розробкою вакуумних труб в університеті Вюрцбурга для використання у військовій телефонії та бездротовій комунікації.
У 1919 році Лауе був призваний до Берлінського університету на посаду професора теоретичної фізики, посаду, яку він обіймав до 1943 року, коли він був оголошений емеритусом, за його згодою і за рік до обов'язкового пенсійного віку. В університеті в 1919 році іншими відомими були Вальтер Нернст, Фріц Хабер та Джеймс Франк. Лауе, як один із організаторів щотижневого берлінського фізичного колоквіуму, як правило, сидів у першому ряду з Нернстом та Ейнштейном, які приїхали з Інституту Кайзера-Вільгельма- в Берлін-Далем, де він був директором. Серед визначних студентів університету Лауе були Лео Сілард, Фріц Лондон, Макс Колер та Ерна Вебер. У 1921 р. Він опублікував другий том своєї книги про відносність.

### Прихована Нобелівська нагорода
Коли нацистська Німеччина вторглась у Данію у Другій світовій війні, угорський хімік Джордж де Хевесі «розчинив» золоті медалі Нобелівської премії Лауе та Джеймса Франка в царській воді, щоб не допустити потрапляння їх до рук нацистів. У той час вивезення золота з країни було незаконним, і якби було виявлено, що Лауе зробив це, він міг би зіткнутися з переслідуванням у Німеччині. Гевесі поклав отриманий розчин на полицю в своїй лабораторії в Інституті Нільса Бора. Після війни він повернувся, і осадив золото з кислоти. Потім Нобелівське товариство відлило золоті медалі, використовуючи оригінальне золото.